# Phil Ramone
Philip "Phil" Ramone (África do Sul, 5 de janeiro de 1934 – Nova Iorque, 30 de março de 2013) foi um violinista, compositor, engenheiro de som e produtor musical norte-americano (naturalizado aos 12 anos de idade).

## Biografia
Quando criança na África do Sul, Ramone era um prodígio musical, começando a tocar violino aos três e se apresentando à Rainha Elizabeth II aos dez anos. No final da década de 1940 ele foi diplomado como violinista clássico na Juilliard School, onde um dos seus colegas de classe foi Phil Woods.

## A&R Gravações
Em 1959 ele estabeleceu um estúdio de gravação independente, A&R Recording. Onde ele ganhou rapidamente reputação como engenheiro de som e produtor musical, em particular por uso de tecnologias inovadoras. Ele já produziu artistas e bandas como The Guess Who, Burt Bacharach, Laura Branigan, Karen Carpenter, Ray Charles, Peter Cincotti, Chicago, Natalie Cole, Bob Dylan, Gloria Estefan, Aretha Franklin, Billy Joel, Elton John,  Sheena Easton, Fito Páez, Quincy Jones, B. B. King, Diane Schuur, Julian Lennon, Madonna, Richard Marx, Paul McCartney, George Michael, Sinéad O'Connor, Luciano Pavarotti, Andre Previn, Carly Simon, Paul Simon, Frank Sinatra, Rod Stewart, James Taylor, Olivia Newton-John, Liza Minnelli, Barry Manilow, Clay Aiken, Patricia Kaas, Peter, Paul and Mary e Amy Winehouse. Ele também é creditado na gravação de Marilyn Monroe da canção "Happy Birthday to You" para o presidente John F. Kennedy.

## Morte
Ramone morreu na manhã do dia 30 de março de 2013 no Hospital Presbiteriano de Nova York. Ele estava hospitalizado desde o final de fevereiro de 2013 com um aneurisma da aorta.

## Prêmios
Ramone ganhou 14 Grammys:
- 1965 - Grammy Award de Melhor Engenharia de Som (não clássico) por Getz/Gilberto
- 1970 - Grammy Award de Melhor Álbum de Show Musical por produzir Promises, Promises
- 1976 - Grammy Award de Álbum do Ano produzindo Still Crazy After All These Years (Paul Simon)
- 1979 - Grammy Award de Gravação do Ano por produzir "Just the Way You Are" (Billy Joel)
- 1980 - Grammy Award de Álbum do Ano por produzir 52nd Street (Billy Joel)
- 1981 - Grammy Award de Produtor do Ano
- 1984 - Grammy Award para Melhor Trilha Orquestrada de Mídia Visual por Flashdance
- 1995 - Grammy Award de Melhor Álbum de Musical por produzir o musical Passion
- 2003 - Grammy Award de Melhor Álbum Pop Vocal Tradicional por produzir "Playin' With My Friends: Bennett Sings The Blues"
- 2005 - Grammy Award pelo Álbum do Ano e Grammy Award de Melhor Álbum de Som Surround pela produção de "Genius Loves Company" (Ray Charles)
- 2006 - Grammy Award de Melhor Álbum de Pop Vocal Tradicional pela produção de "The Art of Romance" (Tony Bennett)
- 2007 - Grammy Award de Melhor Álbum de Pop Vocal Tradicional pela produção de "Duets: An American Classic" (Tony Bennett)
- 2012 - Grammy Award de Melhor Álbum de Pop Vocal Tradicional pela produção de "Duets II" (Tony Bennett)